# South Weber
South Weber és una població dels Estats Units a l'estat de Utah. Segons el cens del 2000 tenia 4.260 habitants.

## Demografia
Segons el cens del 2000, South Weber tenia 4.260 habitants, 1.080 habitatges, i 989 famílies. La densitat de població era de 355,2 habitants per km².
Dels 1.080 habitatges en un 59,1% hi vivien nens de menys de 18 anys, en un 83,6% hi vivien parelles casades, en un 6% dones solteres, i en un 8,4% no eren unitats familiars. En el 7,4% dels habitatges hi vivien persones soles el 2,4% de les quals corresponia a persones de 65 anys o més que vivien soles. El nombre mitjà de persones vivint en cada habitatge era de 3,76 i el nombre mitjà de persones que vivien en cada família era de 3,96.
Per edats la població es repartia de la següent manera: un 39,7% tenia menys de 18 anys, un 11,6% entre 18 i 24, un 27,6% entre 25 i 44, un 17,2% de 45 a 60 i un 3,9% 65 anys o més.
L'edat mediana era de 24 anys. Per cada 100 dones de 18 o més anys hi havia 100,5 homes.
La renda mediana per habitatge era de 70.656 $ i la renda mediana per família de 72.063 $. Els homes tenien una renda mediana de 48.214 $ mentre que les dones 31.250 $. La renda per capita de la població era de 19.112 $. Cap de les famílies i el 5,7% de la població estaven per davall del llindar de pobresa.

## Poblacions més properes
El següent diagrama mostra les poblacions més properes.